# Michael Palin
Michael Edward Palin, CBE, FRGS (phát âm là / peɪlɨn /; sinh ngày 5 tháng 5 năm 1943) là một diễn viên hài, diễn viên, nhà văn và người dẫn chương trình truyền hình người Anh. Ông là một trong những thành viên của nhóm hài Monty Python và sau đó làm một số phim tài liệu du lịch. Palin viết phần lớn các vở hài kịch cùng Terry Jones. Trước Monty Python, họ đã có nhiều sô diễn như Ken Dodd Show, The Frost Report, và Do Not Adjust Your Set. Palin diễn xuất trong phần lớn ca kịch của Python, bao gồm "Argument Clinic", "Dead Parrot sketch", "The Lumberjack Song", "The Spanish Inquisition", và "The Fish-Slapping Dance".
Palin tiếp tục làm việc với Jones sau khi rời Python, cùng viết Ripping Yarns. Ông cũng tham gia diễn cuất trong nhiều phim đạo diễn bởi người bạn ở Python là Terry Gilliam và diễn xuất nổi bật trong A Fish Called Wanda, nhờ đó ông giành được giải BAFTA cho nam diễn viên phụ xuất sắc nhất. Một cuộc điều tra năm 2005 để tìm kiếm danh hiệu The Comedians' Comedian, ông được bầu chọn thứ 30 bởi các danh hài và những người trong giới hài kịch.
Sau Python, ông bắt đầu một sự nghiệp mới là một nhà văn du lịch và người làm phim tài liệu du lịch. Cuộc hành trình của ông đã đưa ông trên toàn thế giới, bao gồm cả Bắc và Nam cực, sa mạc Sahara, Himalaya, Đông Âu và Brazil. Năm 2000, Palin đã được phong danh hiệu CBE cho các đóng góp của ông đối với truyền hình. Từ 2009-2012 Palin là chủ tịch của Hội Hoàng gia địa lý.. Vào ngày 12 tháng 5 năm 2013, Palin đã được trao tặng là hội viên của BAFTA, giải thưởng cao nhất được trao bởi tổ chức.

## Tiểu sử
Palin sinh ra ở Broomhill, Sheffield, West Riding of Yorkshire, là con thứ hai và con trai duy nhất của Edward Moreton Palin (sinh 1900, mất 1977)  và Mary Rachel Lockhart (nhũ danh Ovey) (sinh 1903, mất 1990). Cha ông là một kỹ sư học Trường Shrewsbury và Cambridge làm việc cho một công ty thép.
Ông đã nghiên cứu lịch sử hiện đại tại Brasenose College, Oxford.
Ông trở nên nổi tiếng khi là một thành viên của Monty Python vào những năm 1970. Sau đó, ông đã có bộ phim truyền hình của riêng mình, Ripping Yarn, và cũng xuất hiện trong nhiều bộ phim, chẳng hạn như A Fish Called Wanda. Trong 20 năm qua, ông đã trở nên rất nổi tiếng với vai trò một phát thanh viên truyền hình du lịch ("Vòng quanh thế giới trong 80 ngày", vv).